# Дар-эль-Махзен
Дар-эль-Махзен или Дворец султана — историческое здание и музей в городе Танжер (Марокко). Оно служило резиденцией для султанов Марокко, когда они останавливались в городе.

## История

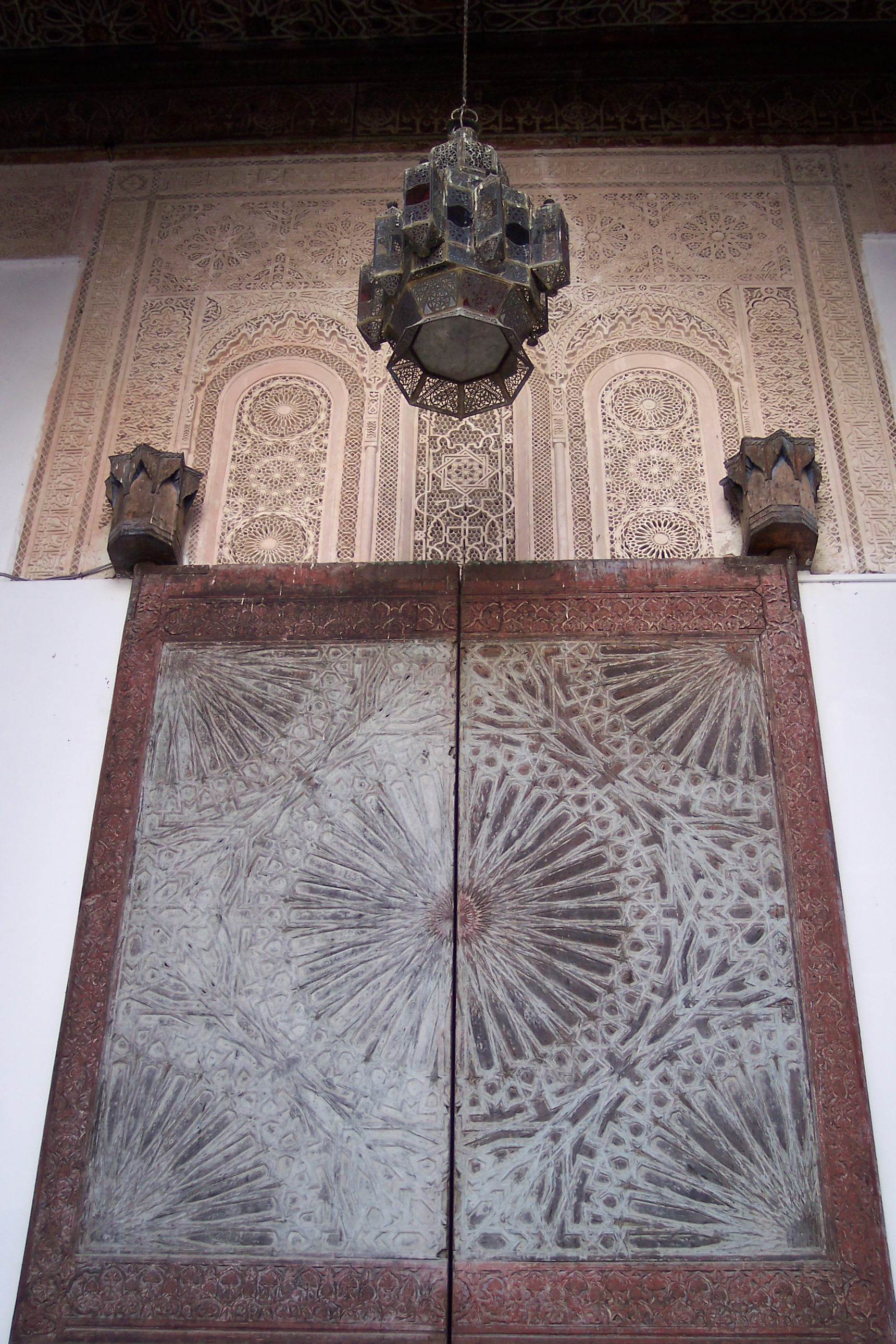
Museum door entranceВходная дверь в музей

Здание было построено во время правления султана Мулая Исмаила ибн Шерифа в XVII веке месте руин английского «Верхнего замка». Он был построен пашой Ахмадом бен Али аль-Рифи, военачальником Джейшем аль-Рифи и полунезависимым губернатором Танжера. Здание расположено в восточной части Касбы, на одной из самых высоких точек города с видом на медину Танжера и Гибралтарский пролив. В настоящее время здание Дар-эль-Махзена используется двумя музеями: Музеем марокканских искусств и Археологическим музеем древностей.
Дар-эль-Махзен был дворцом, куда был сослан последний султан независимого Марокко Абд аль-Хафиз, когда власти французского протектората Марокко вынудили его отречься от престола. Он переехал туда со всем своим гаремом, рабами и персоналом, в общей сложности состоящим из 168 человек, и остался в Дар-эль-Махзене, когда его брат Мулай Юсуф принял власть в свои руки после Фесского договора.
Центральное место в Дар-эль-Махзене занимают двух внутренних дворов, которые украшают деревянные перекрытия, мраморные фонтаны и арабески. Некоторые из использованных при строительстве дворца колонн имеют древнеримское происхождение.

## Музеи
Бывшие апартаменты султана ныне используются Музеем марокканских искусств (фр. Musée des Arts Marocains et des Antiquités), где выставлены произведения искусства со всего Марокко, среди которых выделяются огнестрельное оружие, украшенное маркетри, ковры, шёлка из Феса и рукописи. Археологический музей древностей ныне занимает бывшую кухню дворца. В нём хранятся находки из древних римских археологических памятников, таких как Ликсус, Котта и Волюбилис, а также карфагенская гробница в натуральную величину и находки из региона Танжер, датируемые с доисторических времён до Средневековья. Из этих артефактов выделяется Путешествие Венеры, римская мозаика из Волюбилиса, выставленная во внутреннем дворе, и репродукции нескольких бронзовых работ из Музея археологии Рабата. Сокровищница Битал-Эль-Мал славится великолепным расписным потолком из кедра и сундуками XVIII века со сложной системой замков. В Дар-эль-Махзен ведёт галерея, построенная вокруг центрального двора, вымощенного плиткой зулляйдж и окружённого белыми колоннами.